# St.-Nikolaus-Kirche (Lipno)

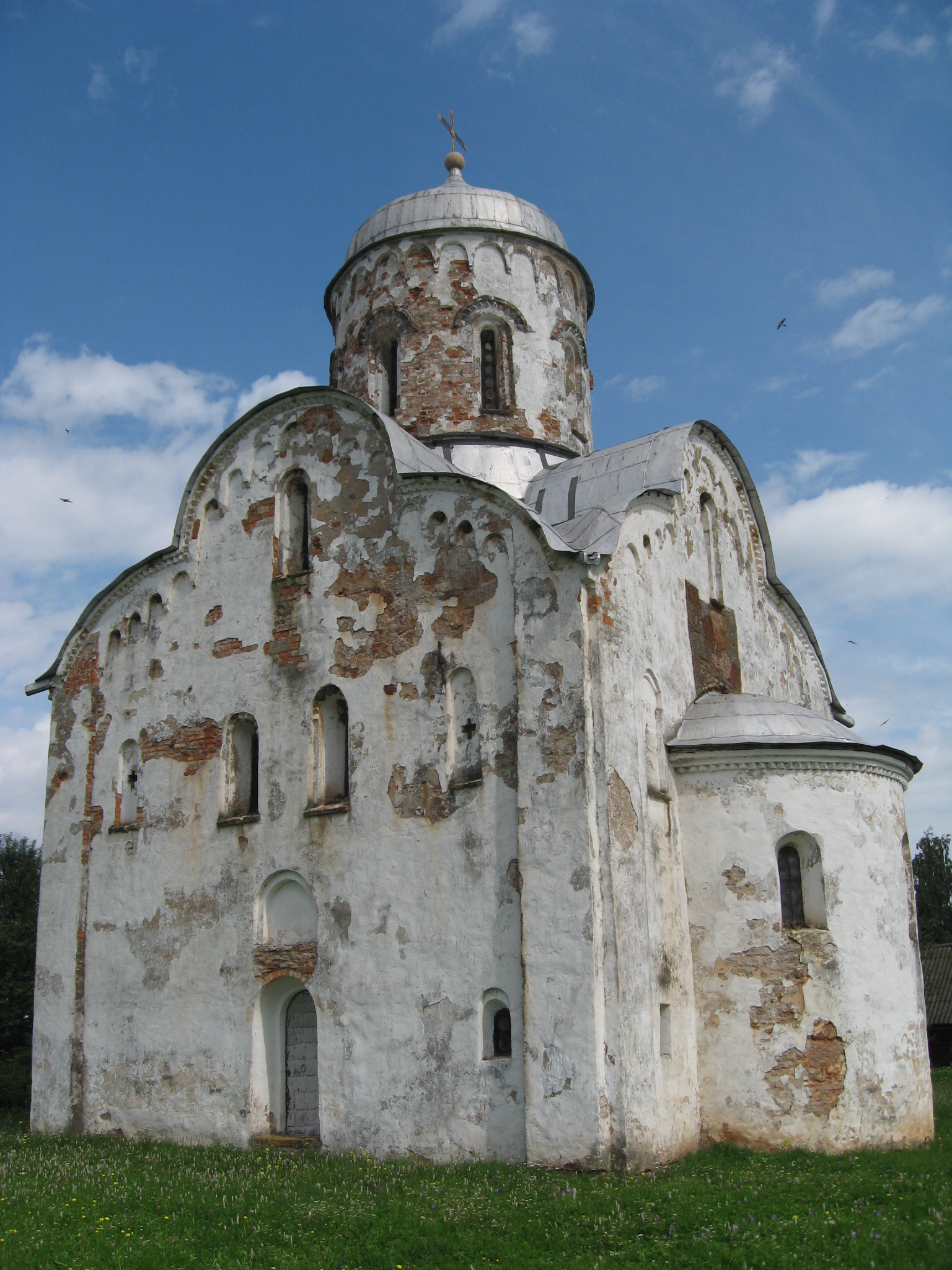
St.-Nikolaus-Kirche auf der Insel Lipno

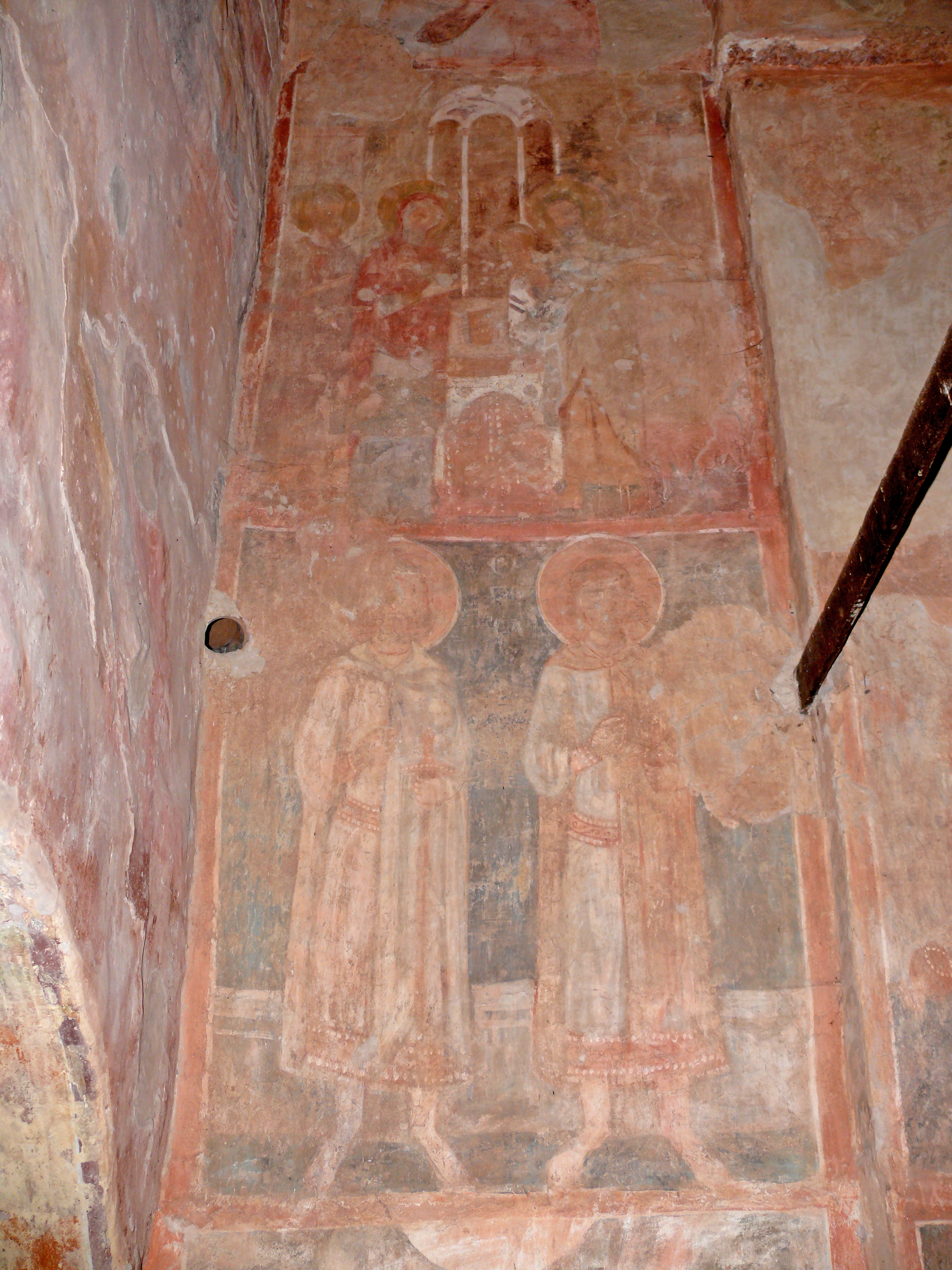
Wandmalerei

Die St.-Nikolaus-Kirche (russisch Церковь Николы на Липне/Zerkow Nikoly na Lipne) ist eine russisch-orthodoxe Kirche aus dem 13. Jahrhundert.
Sie befindet sich auf der kleinen Insel Lipno im Mündungsdelta des Msta in den Ilmensee rund neun Kilometer südlich von Veliky Novgorod. Der Hauptaltar wurde dem heiligen Nikolaus geweiht.
Die Kirche ist Teil der historischen Sehenswürdigkeiten von Nowgorod und Umgebung und seit 1992 Teil des UNESCO-Weltkulturerbes. Eine Inschrift im Kirchengebäude deutet auf das Einweihungsjahr 1294 hin.